# Bogner (Unternehmen)
Die Willy Bogner GmbH ist ein 1932 in München gegründetes Modeunternehmen, das im gehobenen Preissegment in den Bereichen Konfektionskleidung, Sportbekleidung, Sportausrüstung, Accessoires, Düfte und Lederwaren vornehmlich unter dem Markennamen Bogner sowie im Filmgeschäft weltweit tätig ist.

## Unternehmensgeschichte
Das Unternehmen wurde 1932 von dem Spitzen-Wintersportler Willy Bogner senior als „Importgeschäft für Ski, Zubehör und Strickwaren aus Norwegen“ in München gegründet. Bereits 1936 hatte Bogner die Firmenaktivitäten soweit ausgedehnt, dass er die deutsche Mannschaft bei den Olympischen Winterspielen in Garmisch-Partenkirchen und Helfer der Hitlerjugend (HJ) im Olympiadorf während der Sommerspiele in Berlin mit eigener Bogner-Mode ausstatten konnte. 1937 heiratete er Maria Lux, Tochter eines Kölner Verlegers, die ins Geschäft mit einstieg und fortan für den Entwurf der Modekollektionen verantwortlich zeichnete. In diesem Jahr machte die Firma bereits 470.000 Reichsmark (entspricht heute etwa 2 Mio. Euro) Umsatz. 1944 wurde die Firma ausgebombt, und die meisten Fabriken und Stoffe wurden vernichtet. Nach dem Krieg fand das Unternehmen zunächst ab 1947 eine vorübergehende Produktionsstätte in Oberaudorf am Inn, bevor es 1950 in eine umgebaute Sauerkrautfabrik in Berg am Laim zog. Dort befindet sich bis heute der Firmensitz. Die erste Modenschau richtete das Haus Bogner im Jahr 1948 im Münchner Hofbräuhaus aus. 1952 lag der Umsatz bei 4 Mio. DM (etwa 12 Mio. Euro).
Das Unternehmen machte sich in den Folgejahren mit sportlicher Winterbekleidung im gehobenen Preissegment einen Namen. Besonders eine Keilhose aus modernen Materialien (ab 1948) und ein Reißverschlussanhänger in Form des Buchstabens 'B' (ab 1955) wurden zu Markenzeichen des Unternehmens. Der Verkauf erfolgte durch Großhändler und Niederlassungen. Bogner besitzt bis heute jedoch auch eigene Geschäfte.
Im Jahre 1962 gründete der Sohn des Unternehmensgründers, Willy Bogner junior, als alpiner Skirennläufer zweifacher Olympiateilnehmer in den 1960ern und gelernter Bekleidungstechniker, die Firma Bogner Film. Unter anderem arbeitete er an vier James-Bond-Filmen mit. Maria Bogner erhielt im Jahre 1970 den Münchener Modepreis. Seit 1973 ist das deutsche Unternehmen auch im US-amerikanischen Markt vertreten, seit 1975 auch mit einer Tochtergesellschaft in der Schweiz. In der Zeit übertraf Bogner erstmals die Umsatzgrenze von 100 Mio. DM (nach heutigem Wert ca. 181 Mio. Euro).
Nach dem Tod des Vaters im Jahr 1977 übernahm sein seit 1972 im Betrieb tätiger Sohn Willy Bogner junior die Firmenleitung. Dessen brasilianische Ehefrau, Sônia Ribeiro (1950–2017), Halbschwester der Schauspielerin Florinda Bolkan, die er 1972 heiratete, fungierte zunächst als Model für die Bogner-Werbekampagnen und stieg 1980 mit dem Design der Bogner-Damenkollektion auch aktiv in das operative Geschäft des Unternehmens ein.
In den Jahren 1974 bis 1976 startete Bogner eigene Langlauf-, Tennis- und Golfkollektionen. Im Bogner-Wintersportsortiment dominierten zu dieser Zeit Skioveralls das Bild. Maria Bogner zog sich 1983 aus der Geschäftsführung zurück, die von Willy und Sônia Bogner übernommen wurde. Für Düfte (das Herren-Parfüm Bogner Man wurde 1984 lanciert) und Brillen vergab Bogner ab Anfang der 1980er Jahre erstmals Lizenzen an andere Hersteller. Das Unternehmen Cosmopolitan Cosmetics besaß ab 1999 vorübergehend die Lizenzrechte für Parfums von Bogner, welche zuvor an Lancaster vergeben waren.

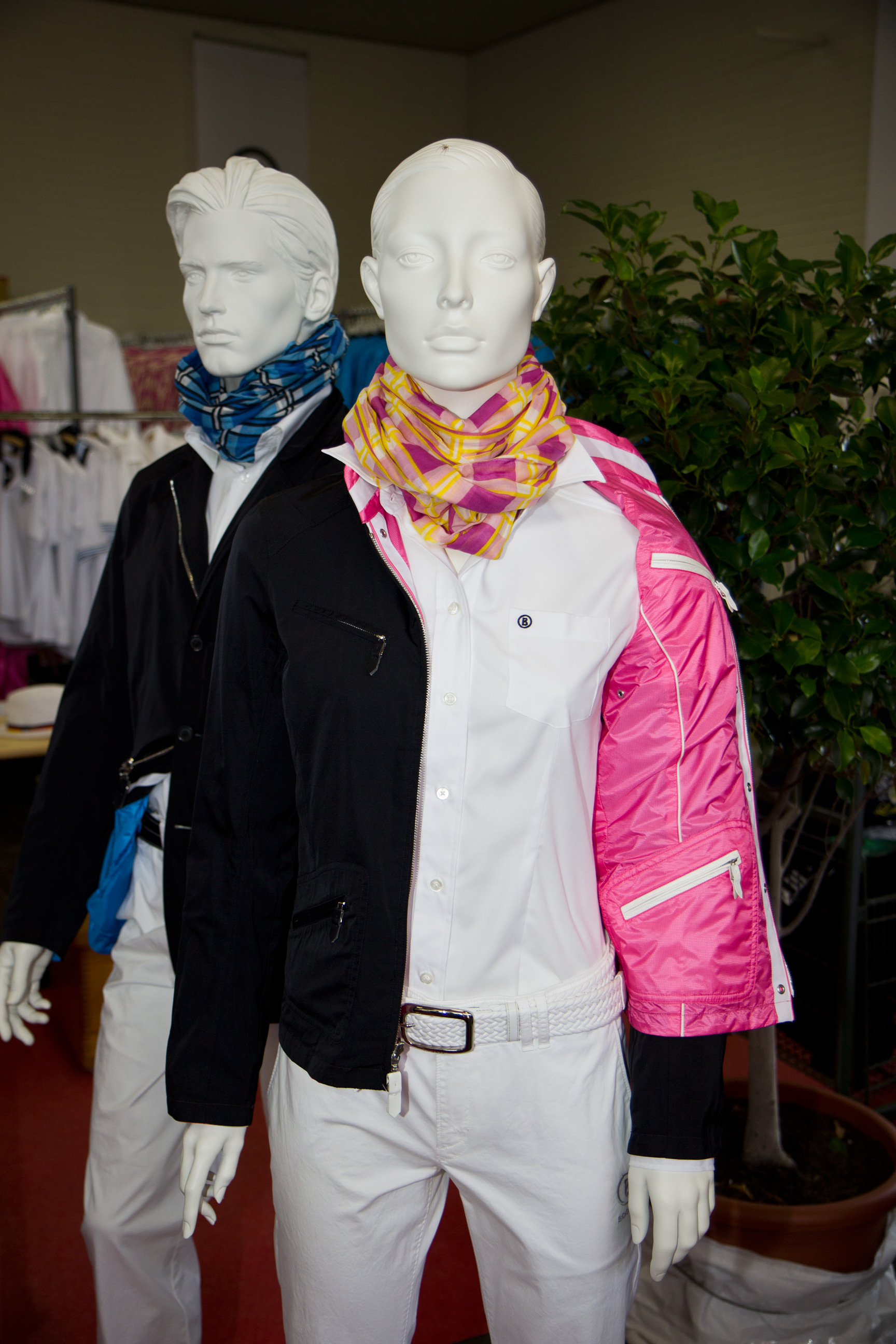
Ausstattung der deutschen Mannschaft für die Olympischen Sommerspiele 2012 in London

1989 kam die jugendliche Fire & Ice Modekollektion zum Portfolio hinzu, die nach dem von Willy Bogner junior 1986 gedrehten Action-Film Feuer und Eis, der unter anderem auch der Produktplatzierung für Bogner-Skimode diente, benannt worden war. Für die ursprünglich im Bogner-Konzern eigenständige Modemarke Fire & Ice gab es in München ein eigenes Ladengeschäft. Zum Filmstart von Feuer, Eis & Dynamit im Jahr 1990 brachte Volkswagen zusammen mit Bogner das Sondermodell Golf Fire and Ice in lilafarbener Lackierung auf den Markt, das unter anderem das Logo der Modemarke Fire & Ice zierte. Die Marke ging 1998 mit einem Internetauftritt online und wurde 2003 mit verändertem Logo in Bogner Fire + Ice umbenannt sowie als Untermarke in das Unternehmen Bogner eingegliedert. Ab 1992 gab es die Sônia Bogner Damenkollektion abseits der Sportmode im oberen Preissegment, für die auch eigene Ladengeschäfte existierten. 1994 wurden erstmals als Lizenz vergebene Leder-Accessoires, wie Handtaschen, von Bogner präsentiert.
1995 wurde die Herrenhauptkollektion in Michael Bogner umbenannt. Der seit 1977 im Unternehmen tätige Bruder (* 1943) von Willy Bogner junior war zunächst kaufmännischer Geschäftsführer bei Bogner und wechselte nach internen Schwierigkeiten in den 1980er Jahren als Leiter der Niederlassung Bogner of America in die USA. 1990 kehrte er nach München zurück und übernahm die Leitung der Herrensparte, die ab 1995 seinen Namen trug. 1998 wurde Michael Bogner ausbezahlt und verließ das Unternehmen. Die Herrenmode hieß fortan Bogner Man; das Design übernahm Willy Bogner junior.
Die eigenen Bogner-Fertigungsstätten in Eging und Garching wurden Ende der 1990er Jahre geschlossen. Seither findet die ehemals vollständig eigengefertigte Produktion der Bogner-Marken komplett im Ausland statt. Zunächst hatte es im Ausland eigene Fertigungsstätten gegeben, die allerdings zugunsten von Auftragsherstellern aus Portugal, der Türkei und Asien aufgegeben wurden. Am Firmensitz in München ist neben der Verwaltung eine Design- und Musterabteilung verblieben. Seit 2000 wird von Mustang die etwas preisgünstigere Lizenzlinie Bogner Jeans produziert. 2002 folgten weitere Lizenzen wie Bogner Gloves und Bogner Time sowie Bogner Golf Korea für den südkoreanischen Markt. 2011 schloss Bogner eine neue Kooperation mit Junghans für die eigene Uhrenkollektion Bogner by Junghans. Mit Bogner Ski kam 2004 eine Kollektion von Brett-Skiern und Ski-Ausrüstung (Helme, Stöcke, Brillen) hinzu. Es folgten Lizenzlinien für Schuhe (2010, Bogner Shoes) und Herrenhemden (2006, Bogner Man Shirts).
Maria Bogner starb 2002. Seit 2005 ist das Unternehmen im Bereich Versandhandel, seit Ende der 2000er auch über den eigenen Onlineshop tätig. 2005 brachte Bogner erstmals das eigene Homeshopping-Magazin auf den Markt.
Anfang des 21. Jahrhunderts verstärkte Bogner die internationale Präsenz. 2008 wurde ein Bogner-Geschäft in New York City im Stadtteil SoHo eröffnet. Es hatte in den 1990er Jahren bereits Bogner-Geschäfte in New York, San Francisco und Chicago gegeben. 2009 folgten Stores in Salzburg, Kitzbühel und St. Moritz, 2010 Franchise-Stores in Istanbul, Kiew und Jekaterinburg. Im selben Jahr wurde Bogner Asia gegründet.

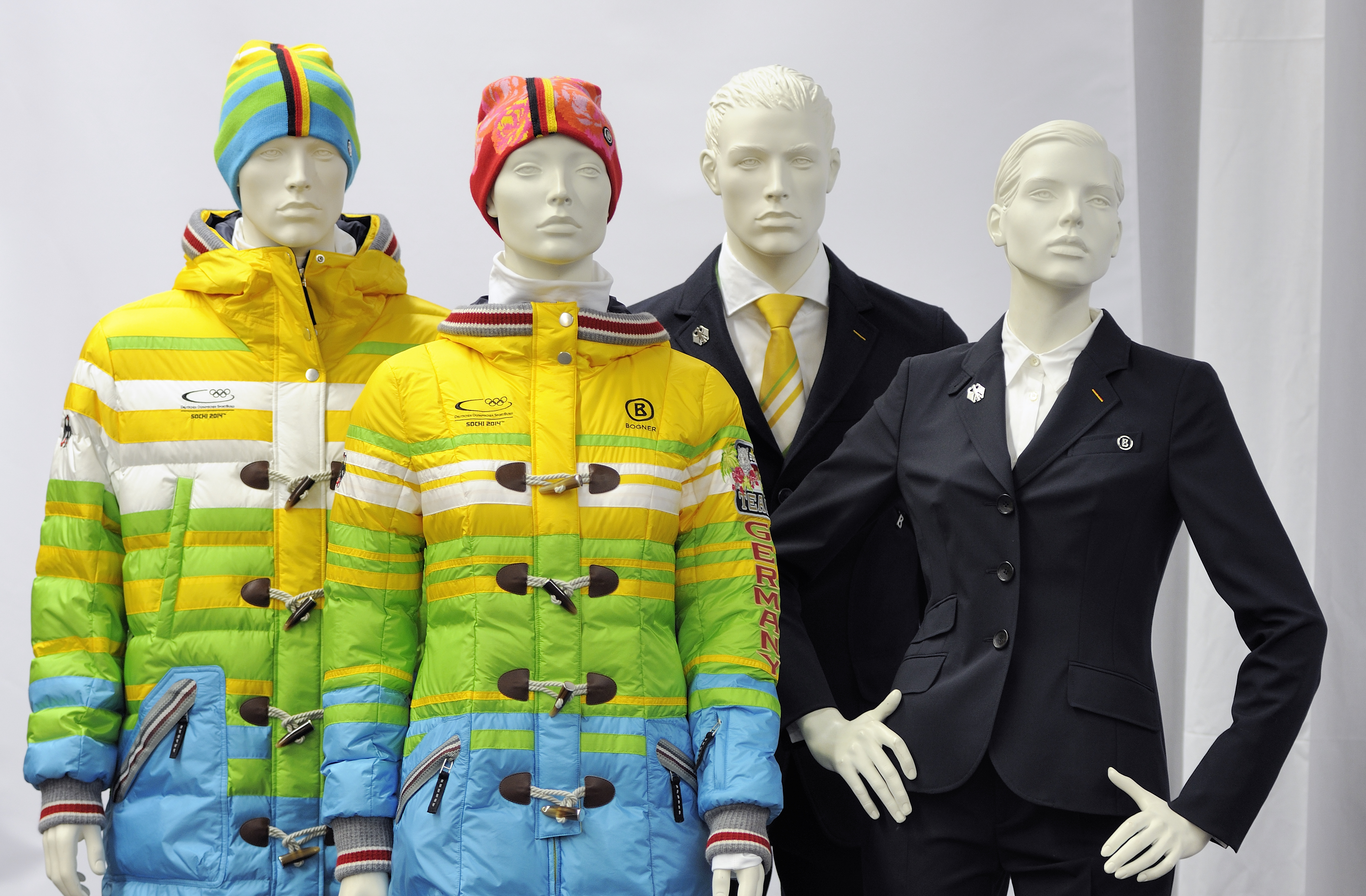
Ausstattung der deutschen Mannschaft für die Olympischen Winterspiele 2014 in Sotschi

Bogner war seit 1936 bei allen seitdem ausgetragenen Olympischen Winterspielen offizieller Ausstatter der deutschen Olympiamannschaft. Für die Olympischen Winterspiele 2018 in Korea fiel der Zuschlag für die Ausrüstung der deutschen Wintersport-Athleten allerdings an adidas. 2012 trug die deutsche Olympiamannschaft in London erstmals auch bei Sommerspielen Bogner.
Im Geschäftsjahr 2012 erwirtschaftete das Unternehmen Bogner inklusive des Lizenzgeschäfts Erlöse von 232,8 Mio. Euro. Anteilseigner der Firma Bogner waren zu der Zeit Willy Bogner junior (Geschäftsführer), seine Frau Sônia (Strategische Designberatung) und seine Schwester Rosemarie Bogner (nicht im Unternehmen tätig). 2012 beschäftigte Bogner weltweit 809 Mitarbeiter, davon 713 in Deutschland. Das Unternehmen unterhielt weltweit 84 Bogner-Geschäfte, davon 17 eigene und 58 Franchising-Geschäfte und 9 Outlets (davon 7 in Deutschland). Dazu kamen 173 Shops-in-Shop.
Im Sommer 2016 zog sich Willy Bogner nach 49 Jahren aus der Firma zurück und übergab die Leitung an Alexander Wirth, der von Ralph Lauren kam. Im Jahr davor war der Versuch gescheitert, das Unternehmen an ein von Bernd Beetz, bis 2012 CEO von Coty Inc., und Fosun geführtes Konsortium zu verkaufen. Sônia Bogner, die als Seele des Geschäfts galt, verstarb im Frühjahr 2017. Wirth wurde Ende November 2017 von Willy Bogner entlassen und durch Andreas Baumgärtner, einen ehemaligen Marc O’Polo-Manager und seit Ende 2016 als Vorstand für Design und Marketing bei Bogner, ersetzt. Baumgärnter wollte „die angestaubte Sportmarke Bogner verjüngen“ und sie im Luxussegment der Sportmode ansiedeln. Als Aufsichtsratschef folgte Wolfgang Reitzle im Januar 2018 auf Jürgen Weber. Mitte Januar 2019 eröffnete die Marke Bogner die Berlin Fashion Week mit einer Modenschau.
Im Juli 2019 geriet Bogner in die Schlagzeilen, als die Büros wegen Steuerhinterziehung aufgrund unversteuert an Mitarbeiter verschenkter Bekleidung durchsucht wurden. Die nicht versteuerten geldwerten Vorteile sollen Steuernachzahlungen in Millionenhöhe nach sich ziehen. Im November 2019 übertrug der 77-jährige Willy Bogner seine Anteile an dem Unternehmen an den Neu-Ulmer Insolvenz- und Sanierungsspezialisten Arndt Geiwitz. Es wird vermutet, dass das Unternehmen für den Verkauf vorbereitet werden soll. Im Juli 2020 wurde die Streichung von 150 der 800 Stellen innerhalb von zwei Jahren und der geplante Verkauf der Unternehmenszentrale in München publik.
Am 1. August 2025 unterzeichnete das Familienunternehmen Katjes International über seine hundertprozentige Tochtergesellschaft Katjes Quiet Luxury einen Vertrag zum Erwerb von 60 Prozent der Geschäftsanteile an der Willy Bogner GmbH. Die übrigen 40 Prozent der Geschäftsanteile werden weiterhin von der Familie Bogner gehalten. Das Bundeskartellamt gab die Transaktion frei.

## Bogner-Kollektionen
Aktuelle Kollektionen:
- Bogner – Hauptmarke für Prêt-à-porter- und Sportmode, unterteilt in Bogner Woman (Damenmode), Bogner Man (Herrenmode) und Bogner Sport (sportive Damen- und Herrenbekleidung) im oberen Mittelpreissegment
- Bogner Fire + Ice – sportliche Kollektion für die jüngere Zielgruppe (Damen- und Herrenbekleidung sowie Accessoires)
- Bogner Jeans – Lizenzmarke für gehobene Freizeitbekleidung mit Schwerpunkt Denim für Damen und Herren
- Bogner Kids (Active Winter) – Wintersport-Kinderkollektion für 4- bis 14-Jährige

Ehemalige Kollektionen:
- Michael Bogner – Name der Bogner-Herrenkollektion (1995–1998), benannt nach Willy Bogner juniors Bruder; 1998 umbenannt in Bogner Man
- Sônia Bogner – elegante Damen-Designermode im oberen Preissegment (1992–2017)
- Fire & Ice – jugendlich-sportliche Kollektion für Damen und Herren ab 1989; 2003 umbenannt in Bogner Fire + Ice
- Big Ice – Wintersport-Kinderkollektion für 4- bis 14-Jährige (ab 1994), später umbenannt in Bogner Kids